# Het helse verbond
Het helse verbond is een stripverhaal uit de reeks van De Rode Ridder. Het is geschreven door Martin Lodewijk en getekend door Claus Scholz. De eerste albumuitgave was in mei 2010.

## Het verhaal
Johan en Indigo reizen door de Ardennen waar ze een vrouwelijk lichaam ontdekken. Ze komen te weten dat een bende in de streek kinderen ontvoert om ze jaren later afgebeuld terug te zenden. Ze ontdekken dat de bende onder een hoedje speelt met de burchtheer en slagen erin dit verbond te vernietigen.